# Vernel Fournier
Vernel Anthony Fournier (Nueva Orleans, 30 de julio de 1928-Jackson, Misisipi, 4 de noviembre de 2000), llamado Amir Rushdan a partir de 1975, fue un batería de jazz estadounidense, conocido principalmente por su participación en el trío de Ahmad Jamal entre 1957 y 1962.

## Biografía
Fournier nació en Nueva Orleans, Luisiana, en el seno de una familia criolla. Abandonó los estudios para formar parte de un big band dirigida por King Kolax. En 1948, Fournier se trasladó a Chicago, donde estuvo tocando con músicos como Buster Bennett, Paul Bascomb y Teddy Wilson. Entre 1953 y 1955, trabajó en el Bee Hive Club, en el South Side de Chicago, acompañando a los músicos visitantes: Lester Young, Ben Webster, Sonny Stitt, J.J. Johnson, Earl Washington y Stan Getz, entre otros.
Entre 1953 y 1956, Vernel Fournier también participó en sesiones de grabación con Al Smith, Red Holloway, Lefty Bates y demás músicos. Entró en el trío de Ahmad Jamal en 1957, junto con el contrabajista Israel Crosby, y permaneció hasta 1962 en el grupo, con el que grabó para la discográfica Chess. La más famosa de dichas grabaciones, At the Pershing: But Not for Me (1958), se convertiría en uno de los discos de jazz más vendidos.
Tras abandonar el trío de Ahmad Jamal, Fournier trabajó con el pianista George Shearing durante dos años, antes de volver a tocar con Jamal en 1965-1966. A partir de 1967 se estableció con un trío en el restaurante Shalom, perteneciente a Elijah Muhammad, hasta 1979.
Vernel Fournier se convirtió al islam en 1975, y adoptó el nombre musulmán de Amir Rushdan.
Trabajó con Nancy Wilson, Clifford Jordan, Billy Eckstine y Joe Williams, John Lewis and Barry Harris. Fournier también fue profesor de batería, en el seno del Barry Harris’s Jazz Cultural Theater, la New School y el Mannes College of Music.
En 1994, un ictus le dejó las piernas paralizadas, obligándole a usar una silla de ruedas. Aunque ya no podía tocar la batería profesionalmente, sí mantuvo sus actividades docentes. Falleció por una hemorragia cerebral en Jackson, Misisipi, en el 2000.

## Discografía
Con Ahmad Jamal
- At the Pershing: But Not for Me (Argo, 1958)
- Jamal at the Penthouse (Argo, 1959)
- Happy Moods (Argo, 1960)
- Listen to the Ahmad Jamal Quintet (Argo, 1960)
- Ahmad Jamal's Alhambra (Argo, 1961)
- All of You (Argo, 1961)
- Ahmad Jamal at the Blackhawk (Argo, 1962)
- Poinciana (Argo, 1963)
- Extensions (Argo, 1965)
- Rhapsody (Cadet, 1965)

Con Sam Jones
- Down Home (Riverside, 1962)

Con Gary Burton
- 3 in Jazz (RCA, 1963)

Con Billy Eckstine and Benny Carter
- Billy Eckstine Sings with Benny Carter (Verve, 1986)

Con Clifford Jordan
- Repetition (Soul Note, 1984)
- Royal Ballads (Criss Cross Jazz, 1986)

Con Jimmy Reed
- "Ain't That Lovin' You, Baby" (Vee-Jay, 1953)

Con George Shearing
- Mood Latino (Capitol, 1961)
- The Swingin's Mutual! (Capitol, 1961) - con Nancy Wilson
- Jazz Concert (1963)
- Rare Form! (1966 [1963])

Con Frank Strozier
- Cloudy and Cool (Vee Jay, 1960) - con Billy Wallace y Bill Lee

## Método de batería
- Vernel Fournier - Drum Techniques: Intermediate - Advanced Exercises and Etudes